# Wu Zetian
Wu Zetian (chiń. upr. 武则天; chiń. trad. 武則天; pinyin Wǔ Zétiān; także chiń. 武曌, Wu Zhao) (ur. 17 lutego 624, zm. 16 grudnia 705) – pierwsza i jedyna oficjalna kobieta-cesarz (nie cesarzowa) w historii Chin. 
Zetian to imię pośmiertne, jakie cesarz Zhongzong nadał Wu w roku 705, jeszcze za jej życia.

## Życiorys

### Młodość
Wu Zetian, córka chińskiego oficera, urodziła się w bogatej rodzinie arystokratycznej. Trafiła do haremu cesarza Tang Taizonga mając 13 lat. Po jego śmierci w 649 musiała zgodnie ze zwyczajem wstąpić do buddyjskiego klasztoru. 
W 654 roku, w wyniku rozgrywek pałacowych prowadzonych przez żonę cesarza Gaozonga, Wu Zetian wróciła do łask i powróciła na dwór cesarski, odzyskując status cesarskiej konkubiny. Aby umocnić swoją pozycję, Wu kazała zamordować własną córkę, a następnie oskarżyła o zbrodnię cesarzową Wang – żonę Gaozonga – co doprowadziło do jej degradacji i wygnania. Choć Gaozong pozostał nominalnym władcą, Wu Zetian stopniowo przejęła inicjatywę w sprawach państwowych, uczestnicząc w obowiązkach zarezerwowanych wyłącznie dla cesarza. Po objęciu tytułu cesarzowej, rozkazała zamordować swoją rywalkę, byłą cesarzową Wang, a jej ciało rozczłonkować w akcie symbolicznej zemsty.

### Cesarzowa
Po śmierci Gaozonga w 683 roku cesarzem został ich starszy syn, Zhongzong. Jego panowanie trwało dwa miesiące – 26 lutego 684 roku cesarzowa wdowa Wu Zetian obaliła go i wyniosła na tron jego młodszego brata, Ruizonga. Jako regentka sprawowała faktyczną władzę w imieniu małoletniego cesarza. Gdy w 684 roku podjęto próbę jej usunięcia, w odpowiedzi dokonała czystek, mordując część członków rodziny cesarskiej i wpływowych arystokratów. Ostatecznie 18 sierpnia 690 roku zmusiła Ruizonga do abdykacji, sama ogłaszając się cesarzem i zmieniając nazwę państwa z Tang na Zhou.
Wu Zetian zapoczątkowała okres Wu Zhou (690–705), choć oficjalni historycy dynastii Tang długo odmawiali uznania tego okresu za odrębną dynastię. W ocenie konfucjańskich uczonych jej rządy opierały się na terrorze i bezwzględności – jedną z przeciwniczek politycznych kazała pozbawić kończyn, a represje dotykały nawet członków jej najbliższego otoczenia. Mimo to za jej panowania odnotowano rozwój gospodarczy państwa, a buddyzm zastąpił taoizm jako religia wspierana przez dwór.
22 lutego 705 roku doszło do buntu gwardii cesarskiej, który obalił cesarzową Wu Zetian i przywrócił na tron jej syna Zhongzonga. Po swojej śmierci władczyni została pochowana u boku cesarza Gaozonga w mauzoleum Qianling w prowincji Shaanxi.

## Wu Zetian w kulturze
- Wu-hou – dramat z 1965 r. w reż. Li Han-hsianga